# Cerro Coloque
El cerro Coloque es un cerro peruano ubicado en el distrito de San Jerónimo, que pertenece a la provincia de Luya, en el departamento de Amazonas. Hace parte de la Cordillera Oriental de los Andes y su cumbre se eleva a 3.485 m s. n. m..

## Lugar de catástrofe aérea
El Coloque es tristemente célebre como el lugar de la catástrofe aérea del vuelo 222 de TANS Perú, que ocurrió el 9 de enero de 2003. Ese día, el Fokker F28 Fellowship Mk 1000, que había despegado desde Chiclayo y que se aproximaba del Aeropuerto de Chachapoyas, se estrelló contra el cerro Coloque. Ninguno de los pasajeros ni de los tripulantes sobrevivió el accidente.